# NVLink
NVLink ist ein Hochgeschwindigkeits-Bus von Nvidia, der für den Datentransport zwischen GPU-Knoten und CPUs entwickelt wurde, etwa im Bereich der High-Performance-Workstations und bei Rack-basierten Supercomputern. Er ersetzt bei neueren Computersystemen auch das SLI-System für die Direkt-Verbindung von Grafikkarten.
Die folgende Tabelle liefert einen Überblick der Datenrate über eine einzelne Link-Verbindung in einer Richtung. Je nach Halbleiter und Leiterplattenausführung können mehrere solcher Links zur Verfügung stehen und auch gebündelt werden.
| Interconnect | Transfer- Rate | Datenrate je Lane und Richtung | Lanes pro Link (typisch) | Datenrate je Link und Richtung | Anzahl der Links (Architektur) | Datenrate (kumulativ, bi-direktional) |
| ------------ | -------------- | ------------------------------ | ------------------------ | ------------------------------ | ------------------------------ | ------------------------------------- |
| NVLink 1.0   | 020 GT/s       | ~2.500 GByte/s                 | 08                       | 20 GByte/s                     | 04 (Pascal)                    | 160 GByte/s                           |
| NVLink 2.0   | 025 GT/s       | ~3.125 GByte/s                 | 08                       | 25 GByte/s                     | 06 (Volta)                     | 300 GByte/s                           |
| NVLink 3.0   | 050 GT/s       | ~6.250 GByte/s                 | 04                       | 25 GByte/s                     | 12 (Ampere)                    | 600 GByte/s                           |
| NVLink 4.0   | 050 GT/s       | ~6,250 GByte/s                 | 04                       | 25 GByte/s                     | 18 (Hopper)                    | 900 GByte/s                           |
| NVLink 5.0   | 0100 GT/s      | ~6,250 GByte/s                 | 04                       | 25 GByte/s                     | 18 (Blackwell)                 | 1,8 TByte/s                           |

Eine Bündelung von Lanes ist im Design bzw. den Implementierungen vorgesehen. Dadurch wird die Bandbreite entsprechend vervielfacht. Für die NVLink-Generation 2.0 gibt Nvidia die Volta basierte GPU-Serie mit bis zu 6 Links an, sowie passend eine als NVSwitch bezeichnete, der Generation zugehörige, für Rechenzentrumsanwendungen gedachte Switch-Fabrik für bis zu 16 GPUs. Die ebenfalls mit NVLink-Generation 2.0 ausgestattete Turing-Serie kommt mit bis zu 2 Links. Mit der Ampere GPU-Serie kam NVLink der Generation 3.0 auf den Markt, die bis zu 12 Links sowie einen zugehörigen Switch für ebenfalls bis zu 16 GPU ermöglicht. Für den Halbleiter Nvidia GV100 mit 6 Lanes (NVLink 2.0) ergeben sich in der Board-Ausführung für Rechenzentren mit der Bezeichnung 'V100 SXM2' je 150 GByte/s für eingehende und ausgehende Transfers, also zusammen 300 GByte/s. Die Turing-basierten GPU-Top-Modelle (auf Basis von Nvidia TU102) bieten dagegen nur 2 Lanes mit entsprechend 50 GByte/s. Für die Ampere-Generation (basierend auf Nvidia GA100) stehen 12 Lanes der NVLink-Generation 3.0 mit 300 GByte/s pro Datenrichtung (insgesamt 600 GByte/s) zur Verfügung. Derselben NVLink-Generation zugehörig ist der Halbleiter Nvidia GA102, der über 4 Lanes bei nur 28,125 GT/s verfügt und somit Datenraten von 56,25 GB/s je Richtung oder gesamt 112,5 GB/s realisiert. Da es sich bei den zuvor genannten Switches effektiv um eine quasi-passiv realisierte Durchleitungsfunktion handelt, ist deren Datentransfer-Rate und somit deren Nutzen für den eigentlichen Anwender letztlich durch die daran angebundenen Datenquellen und -senken definiert, sodass sich erst durch ein konkretes Umfeld-Design sinnvolle Angaben zu deren Leistung im System ergeben können.